# シリアのイサアク
ニネヴェの主教・シリアの克肖者イサアク（ギリシア語: Ο Όσιος Ισαάκ ο Σύρος Επίσκοπος Νινευί, ロシア語: Преподобный Исаак Сирин, епископ Ниневийский, 英語: The Monk Isaac the Syrian, Bishop of Ninevah）は、7世紀（生没年の詳細は不詳）の間に生きたアッシリア東方教会の主教・修道士。出生地はペルシャ湾西岸、現在のカタール。言語はシリア語。正教会で聖人。記憶日は1月28日（ユリウス暦表示. グレゴリオ暦の2月10日に相当）。

## 生涯
シリア人イサアクは、ニネベのイサアクの名前でも知られているが、イラクを中心に広がる、現在アッシリア東方教会と呼ばれる教会の会員であって、それはかつてネストリウス派と呼ばれた教会であった。彼は7世紀前半のある年に、ペルシャ湾西岸の現在のカタールに生まれた。
兄弟と共に修道院に入るが、ほどなくして、彼の練達した修道生活が他の修道士から一目置かれるようになり、修道院の指導者に推挙されるに至った。静穏を好むイサアクはこれを断り、修道院を去って隠遁し、兄弟からの修道院に戻るようにとの説得にも応じなかった。
聖なる生活による名声が広まった事により、660年代にイサアクは現在の北イラクにあるニネヴェの町の主教に推されてこれに着座したが、隠遁生活への思いは断ちがたいものであり、わずか5ヵ月で主教の職を辞して修道生活の沈黙へと帰って行った。こうした背景の中で彼は多くの修行生活に関する著作を残した。そして一介の修道士の立場で世を去った。
イサアクの生きた時代は、まさにイスラム教の勃興の時代であったが、彼の時代はキリスト教徒とイスラム教徒とは、必ずしも敵対的な関係ではなかったことが知られている。

## 崇敬・著述
禁欲に関する著述のほか、語録が遺されており、正教会においては聖人として崇敬されてきた。他方、西方教会においては長らく無名の存在であったが、19世紀末以降、研究されるようになった。
そして、2024年11月9日、東方アッシリア教会カトリコス総主教アワ3世およびカトリック教会と東方アッシリア教会との神学対話合同委員会との謁見における講話の中で、教皇フランシスコは、ニネヴェのイサアクをローマ殉教録（Roman Martyrology）に加える旨を表明した。

イサアクの修行生活に関する著作は『禁欲的説教集（英語版）』としてまとめられ、最近のアメリカ版においては、大判で600ページにもなっている。

### 日本語文献
- 日本正教会による日本語文献としては、明治42年（1909年）に正教会編輯局から出版された『シリヤの聖イサアク全書』があり、国立国会図書館デジタルコレクションで閲覧する事が出来る。
- 19世紀のロシア人主教フェオファンの編集による『祈祷惺々集』（1896年、堀江 復/訳）において「シリヤの聖イサアクの教訓」の章に彼の教訓が収録されている。
- （梶原史朗訳、A.M. Allchin、Sebastian P. Brock）　『同情の心　-シリアの聖イサクによる黙想の60日-』　（セバスチャン・ブロック（英語版）によるシリア語原典の英訳からの日本語訳　全126ページ）聖公会出版、1990年。 ISBN 978-4882740605

### 外国語文献
- アトスのエウティミウスのグルジア語訳（9世紀）
- ニケフォロス・テオトキスのギリシャ語印刷版 (1770年)
- パイシイ・ヴェリチコフスキーのスラブ語訳 (1812年)
- セルゲイ・ソボレフスキーのロシア語訳（19世紀）
- ポール・ベジャンのシリア語テキスト (1909年)
- A. J. ヴェンシンクの英語翻訳 (1923年)　"Mystic Treatises by Isaac of Nineveh"
- パントクラトル修道院のカリニコスによる現代ギリシャ語訳（1961年）
- ジャック・トゥライユ・デスクレ・ド・ブルワーによる現代フランス語訳（1981年）
- Gallo & Bettiolo によるイタリア語訳 (1984年) (説教 1-38)
- ハンズベリーによる英語翻訳 (1989年) (説教 1-6)
- Placide Deseille Monastère Saint-Antione-Le-Grand および Monastère de Solan の現代フランス語訳 (2006年)
- Ascetical Homilies of St. Isaac The Syrian,　第1版　英語翻訳 (1986年) Holy Transfiguration Monastery, ISBN 978-0913026557 第2版　英語翻訳 (2011年) ISBN 978-0943405162

## 思想と教え
イサアクは同情心、慈悲、へりくだる心、祈りと沈黙を愛する心を強調する。
- 「悔い改めは慈悲への門、この門を通ることなしに人は慈悲を見い出すことはできない」[4]。
- 「自分自身の内に引き受けた姿で、あなたは軽蔑され、退けられなさい。そうすれば、あなた自身のうちに神の栄光を見るであろう。謙遜が花開くところには神の栄光が輝き出る」[5]。
- 「貧しい人を愛しなさい。彼らを通してあなたは慈悲を見い出すであろう」[6]。
- 「同情心とは、全被造物のため、人間のため、鳥のため、動物のため、悪霊たちのため、そして、存在するすべてのもののために燃える心である」[7]。
- 「徳は労苦や困難が伴っていなければ徳の名に価しない」[8]。
- 「祈りの中で時には、聖書のみ言葉が、それ自身口の中で甘くなるであろう。そして祈りのごく短い一句が数えきれないほど幾度も繰り返される」[9]。
- 「心がへりくだっていない限り、心のさまよいを止めることは不可能である。謙遜こそは心を集中させるからである」[10]。
- 「知識は信仰に反対する。信仰はすべてこれに属するものにおいて知識による方法の破壊であって、かつ非霊的な知識の破壊である。……信仰は工夫を凝らし方法を詮索するものにはすべて遠ざかり、思想のあり方に唯一、潔白、単純であることを要求する。」[11]。
- 「知識は恐れを伴い、信仰は希望を伴う」[11]。

## 関連書籍
- （イラリオン・アルフェエフ著、カリストス・ウェア序） "The Spiritual World of Isaac the Syrian" (2004). ISBN 9780879077754